# Mesochelifer ressli
Mesochelifer ressli är en spindeldjursart som beskrevs av Volker Mahnert 1981. Mesochelifer ressli ingår i släktet Mesochelifer och familjen tvåögonklokrypare. Inga underarter finns listade i Catalogue of Life.